# سنجدك (رقة)
سنجدك (بالفارسية: سنجدک) هي مستوطنة تقع في إيران في قسم رقة الريفي.